# Newport Nesselande
Newport Nesselande is een winkel- en wooncomplex in de Vinex-wijk Nesselande in de Rotterdamse deelgemeente Prins Alexander. De bouw van een groot deel van het complex vond plaats van 2007 tot 2010.
Boven het winkelcentrum aan de Zevenhuizerplas staan twee woontorens van 65 meter hoog die Miami en Barcelona worden genoemd. In juli 2019 is aangevangen met de derde en laatste toren, Kopenhagen.  Naast het complex staat gebouw De Kristal, met daarin onder andere een bibliotheek en een gezondheidscentrum.